# Pete Ross
Peter Joseph Ross es un personaje de ficción que aparece en los cómics estadounidenses publicados por DC Comics, para ser el amigo del joven Clark Kent además de saber su secreto pues lo descubrió mientras se cambiaba a su uniforme de héroe, en ocasiones lo encubría ante Lana Lang, pues ella tenía sus dudas, pues en lo que Superman llegaba Clark desaparecía.
Nunca le pidió ayuda a su amigo, sino hasta que él fue adulto pues cuando se casó y tuvo un hijo que fue raptado por personajes del futuro para convertirse en un héroe.

## Historial de publicaciones
El personaje fue creado por Leo Dorfman y George Papp y apareció por primera vez en Superboy vol. 1 #86 (enero de 1961).

## Biografía

### Edad de Plata
Pete fue el mejor amigo de la infancia de Clark Kent en Smallville. Una noche, cuando estaban acampando juntos, Pete vio en secreto a Clark cambiarse a Superboy para atender una emergencia. Pete mantuvo su conocimiento de la identidad secreta del superhéroe a sí mismo, así evitando que revela su descubrimiento a Clark. Pete resolvió usar este conocimiento para ayudar a su amigo, por ejemplo, creando una distracción para permitir que Clark se escapara de una situación peligrosa sin levantar sospechas.
La Legión de Super-Héroes estaba al tanto de la ayuda de Pete a Clark y lo nombró miembro honorario durante su adolescencia (como se muestra en Superboy (volumen 1) # 98). Durante la batalla de la Legión con Mordru en Adventure Comics # 370 ("El jurado del diablo"), se afirmó que el conocimiento de Pete Ross sobre la identidad secreta de Superboy algún día terminaría salvando la vida de Superman (explicando por qué la Legión permitió que Pete retenga ese conocimiento); sin embargo, ninguna historia posterior de Superboy o Superman con Pete Ross, como un adolescente o un adulto, siguió este detalle.
De adulto, Pete se convirtió en viudo con un hijo llamado Jonathan, quien también aprendió el secreto de la identidad secreta de Superman (como se muestra en Action Comics # 457). Cuando el hijo de Pete fue secuestrado por una raza alienígena (DC Comics Presents # 13), Pete le reveló a Clark su conocimiento de la identidad dual de su amigo, implorando la ayuda de Superman. Cuando Clark no pudo brindarle esta ayuda, Pete sufrió un ataque de nervios e intentó desacreditar a su antiguo amigo. Pete residió en una institución mental hasta que su hijo finalmente se salvó.
De adulto, Pete se convirtió en viudo con un hijo llamado Jonathan, quien también aprendió el secreto de la identidad secreta de Superman (como se muestra en Action Comics # 457). Cuando el hijo de Pete fue secuestrado por una raza alienígena (DC Comics Presents # 13), Pete le reveló a Clark su conocimiento de la identidad dual de su amigo, implorando la ayuda de Superman. Cuando Clark no pudo brindarle esta ayuda, Pete sufrió un ataque de nervios e intentó desacreditar a su antiguo amigo. Pete residió en una institución mental hasta que su hijo finalmente se salvó.
En la historia de Alan Moore, ¿Qué le pasó al hombre del mañana?, Pete fue capturado por el Juguetero y el Bromista y torturado para revelar la verdadera identidad de Superman antes de ser asesinado y metido en un baúl de juguetes para que Superman lo encontrara. Finalmente, Superman descubrió que estaban siendo manipulados por Mister Mxyzptlk.

#### Universo de Bolsillo de Pete Ross
Después de la serie limitada Crisis on Infinite Earths, la continuidad de DC principal se alteró, de modo que Superman ya no tenía una carrera adolescente como Superboy. Sin embargo, la Legión de Superhéroes dependía de la existencia de Superboy como su inspiración principal. En un intento por resolver la paradoja, se elaboró una historia de Superman / Legion, explicando que una versión Edad de Plata de Superboy (y todos sus personajes secundarios, incluido Pete Ross) habitaba un "universo de bolsillo" creado por Time Trapper, y que el Trampero había protegido este universo de ser destruido en la Crisis. Más tarde, el villano decidió destruir el universo de bolsillo de la Tierra. Superboy salvó su mundo natal, pero a costa de su propia vida.
Tras la desaparición de Superboy del universo de bolsillo de la Tierra, el Lex Luthor de ese mundo es engañado para que libere a los criminales kryptonianos General Zod, Quex-Ul y Zaora de la Zona Fantasma. Proceden a devastar el planeta, y finalmente matan a toda su población, incluido Pete Ross. Después de haber sido convocado desde el universo regular por Luthor y Supergirl, Superman ejecuta a los asesinos genocidas usando kryptonita verde y trae a Supergirl (un duplicado protoplásmico de Lana Lang) con él de regreso a su propia Tierra.

### Edad Moderna
La versión moderna de Pete es un personaje mucho más secundario en los cómics de Superman, que finalmente se casó con Lana Lang, y los dos tuvieron un hijo, Clark Peter Ross, aunque la relación ocasionalmente se tensa debido al conocimiento de Lana del secreto de Clark y Pete siente que fundamentalmente, era la segunda opción de Lana. Los dos están actualmente divorciados, incluso después de reunirse brevemente siguiendo la historia de Ruin (ver más abajo). Pete fue Vicepresidente de los Estados Unidos bajo Lex Luthor y se desempeñó brevemente como presidente después del juicio político de Luthor, pero renunció rápidamente.
En la continuidad del cómic moderno, Pete inicialmente no estaba al tanto del secreto de Clark. Sin embargo, el secreto fue conocido por el malvado Manchester Black, quien informó al entonces presidente Luthor del secreto, solo más tarde para borrar su memoria. Antes de perder el conocimiento del secreto de Clark, Lex le informó a Pete que su amigo cercano Clark Kent es en realidad Superman. Si bien Pete inicialmente se abstuvo de decirle a Clark sobre su conocimiento, finalmente se lo contó en Adventures of Superman # 641.
Recientemente, parecía que Ross se había convertido en un villano llamado "Ruina", pero más tarde se reveló que, en cambio, había sido secuestrado por el verdadero Ruina, el Profesor Emil Hamilton. Hamilton también secuestró a la esposa y al hijo de Pete. Superman derrotó al profesor loco Hamilton, rescató a Pete, Lana y su hijo, y exoneró a Pete de los cargos en su contra.
Pete ha regresado a Smallville sin Lana para criar a su hijo. Fue visto asistiendo al funeral de Jonathan Kent.
Pete aparece en Blackest Night: Superman # 1, donde trabaja en la tienda general de Smallville .

#### New 52
Pete solo ha tenido apariciones menores en los nuevos 52.

## Otras versiones
Aparece en Superman: hijo rojo, aunque su nombre se cambia a Pyotr Roslov. En esta historia, es un hijo ilegítimo de Iósif Stalin y es el jefe de la KGB. A diferencia de su contraparte de la serie principal, alberga resentimiento y envidia por Superman y sus habilidades. Ejecuta las versiones alternativas de Thomas y Martha Wayne (en ese mundo, manifestantes anticomunistas), lo que lleva a Batman a prometer derrocar al Partido Comunista de la Unión Soviética. También se da a entender que organizó el envenenamiento de Stalin, que luego conduce a la ascensión de Superman a la presidencia de la URSS. Más tarde, buscando una oportunidad para deshacerse del ahora presidente Superman, se alía con Batman y el gobierno de los Estados Unidos, sin embargo, el plan falla y es lobotomizado por Superman.

## En otros medios

### Televisión
- Pete Ross apareció en un breve cameo sin hablar en la segunda parte del episodio de apertura de tres partes de la caricatura televisiva de los noventa Superman: la serie animada, titulada "El último hijo de Krypton". También fue mencionado en el cómic basado en la serie cuando Kara Kent está siendo criada como la hija adoptiva de los Kent. Ma Kent envía un correo electrónico a Clark para decirle que es un mundo pequeño ver a Kara convertirse en la compañera de clase de Susan Ross, la hermana pequeña de Pete Ross.
- Pete Ross aparece en las tres primeras temporadas de la serie de televisión Smallville, y fue interpretado por Sam Jones III. Junto con Chloe Sullivan, es uno de los mejores amigos de Clark Kent. Pete odia a los Luthor por lo que él ve como el robo del negocio de maíz cremoso de su familia, y resiente la relación de Clark con Lex (y más tarde la relación con el padre de Lex, Lionel). Pete es la primera persona fuera de la familia Kent con quien Clark comparte el secreto de sus poderes (aunque para evitar que Pete le cuente al público en general sobre el descubrimiento de su nave espacial, que se había perdido en un tornado reciente antes de que Pete la descubriera en un campo). Aunque Pete suele apoyar a Clark y mantiene este secreto, su amistad se pone a prueba cuando de vez en cuando se mete en problemas y confía en Clark para resolver sus dificultades. Además, el personaje tiene algo de complejo de inferioridad, creyendo que nunca podrá igualar a Clark. El personaje fue eliminado de la serie al final de la tercera temporada, cuando un agente del FBI interroga brutalmente a Pete sobre Clark. Para protegerlos a ambos, se muda a Wichita a vivir con su madre, que acaba de aceptar un cargo de juez federal. Pete regresa en el episodio "Hero" de la séptima temporada, habiendo ganado temporalmente poderes similares a los de Elastic Lad después de masticar chicle Stride imbuido con Kryptonita, y salva a Kara y ayuda a Chloe de un Lex manipulador.[10]

### Película
- En All-Star Superman, Superman menciona brevemente a un buen amigo llamado Pete (presumiblemente Pete Ross) mientras escribe su última entrada en el diario.
- Jack Foley interpretó a Pete Ross en la película de 2013 El hombre de acero cuando era niño y Joseph Cranford lo interpretó como un adulto. Pete es inicialmente un matón, que se ve por primera vez burlándose y maldiciendo a Clark Kent en un autobús escolar. Después de que el autobús se estrella y Clark salva a los niños, se convierte en amigo de Clark. Cuando Clark fue intimidado nuevamente por Kenny Braverman y terminó siendo obligado a irse por Jonathan Kent, Pete lo ayuda a levantarse. En el futuro, se convierte en el gerente de un IHOP y Lois Lane lo entrevista en su búsqueda de Clark Kent. Más tarde, el IHOP es medio destruido por la batalla de los kryptonianos cuando Pete ve a Superman luchando contra Faora. Se presume que lo reconoce como Clark.
- Cranford repitió su papel en Batman v Superman: Dawn of Justice (2016). Después del sacrificio de Superman durante la lucha contra Doomsday, Pete Ross asistió al funeral de Superman. Él fue quien le dijo a Martha en una escena eliminada que el funeral fue pagado por un donante anónimo.

### Videojuegos
- Pete Ross aparece en DC Universe Online, con la voz de Mike Smith. Aparece como personaje secundario de los héroes. En la "Alerta de Smallville", Pete Ross se encuentra entre los ciudadanos que se convirtieron en uno de los clones de Doomsday y los jugadores tienen que regresar a la normalidad entre los demás ciudadanos.